# Aga (radioodbiornik)

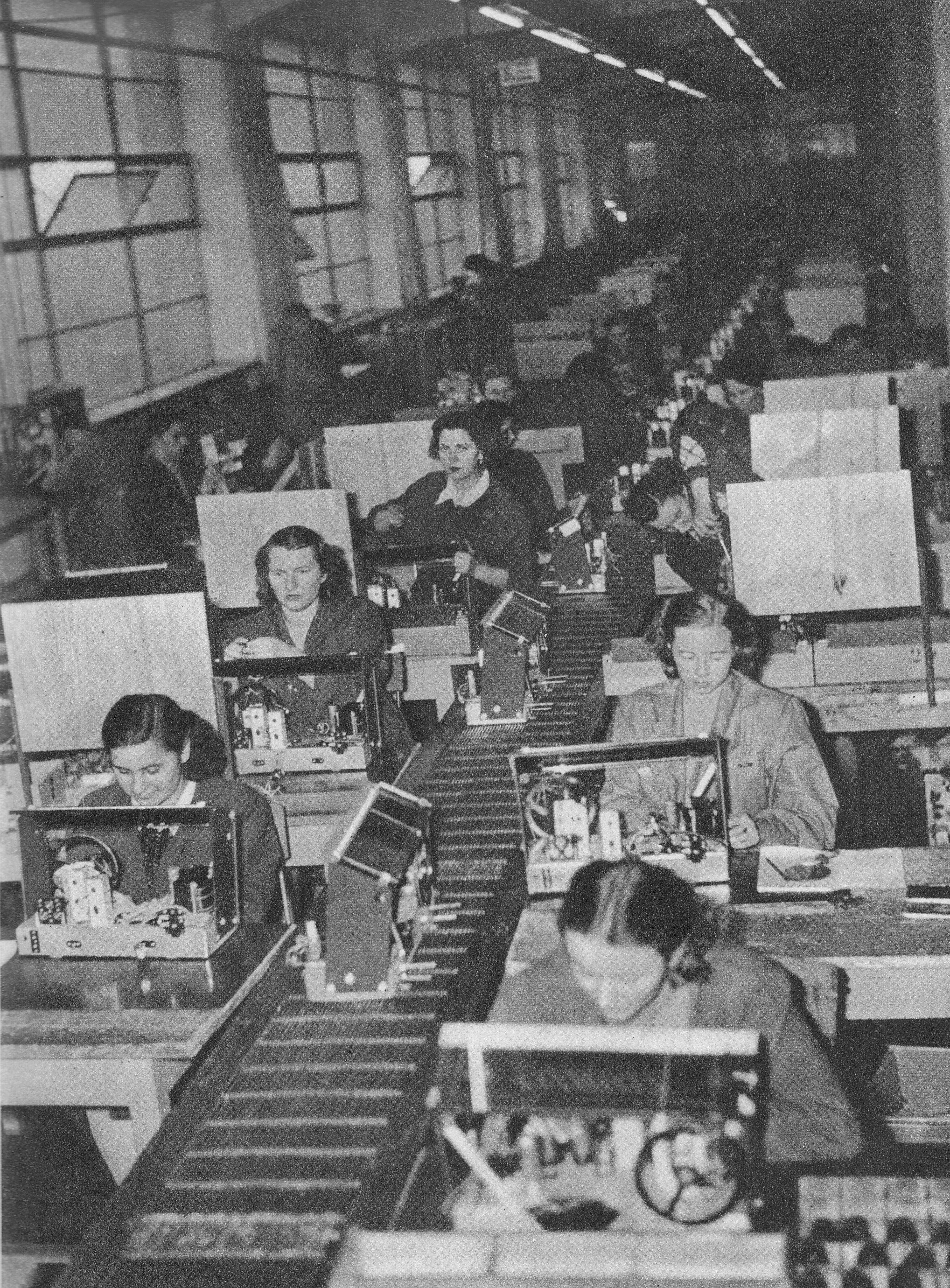
Produkcja radioodbiornika Aga w Zakładach Radiowych im. Marcina Kasprzaka w Warszawie na początku lat 50. XX w.

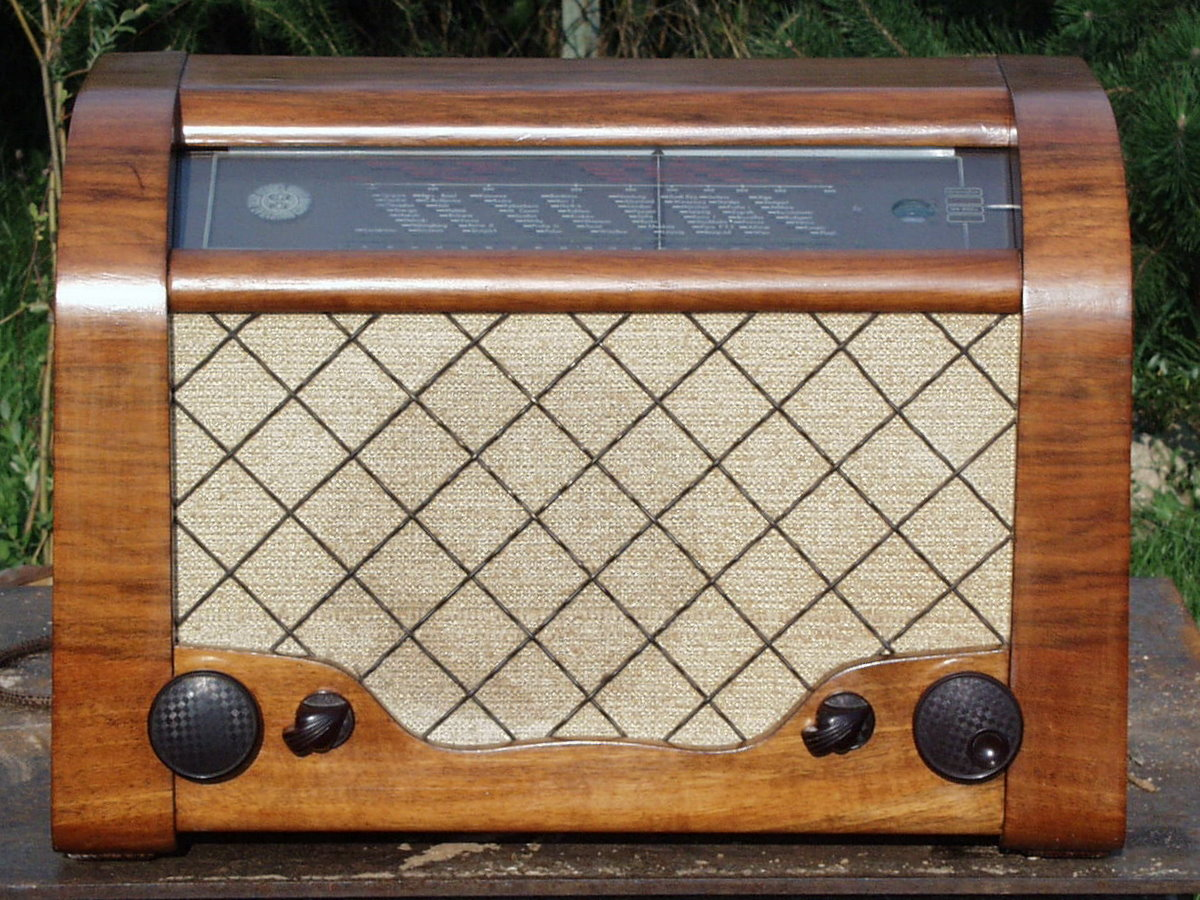
Przód radioodbiornika AGA RSZ-50 z 1949

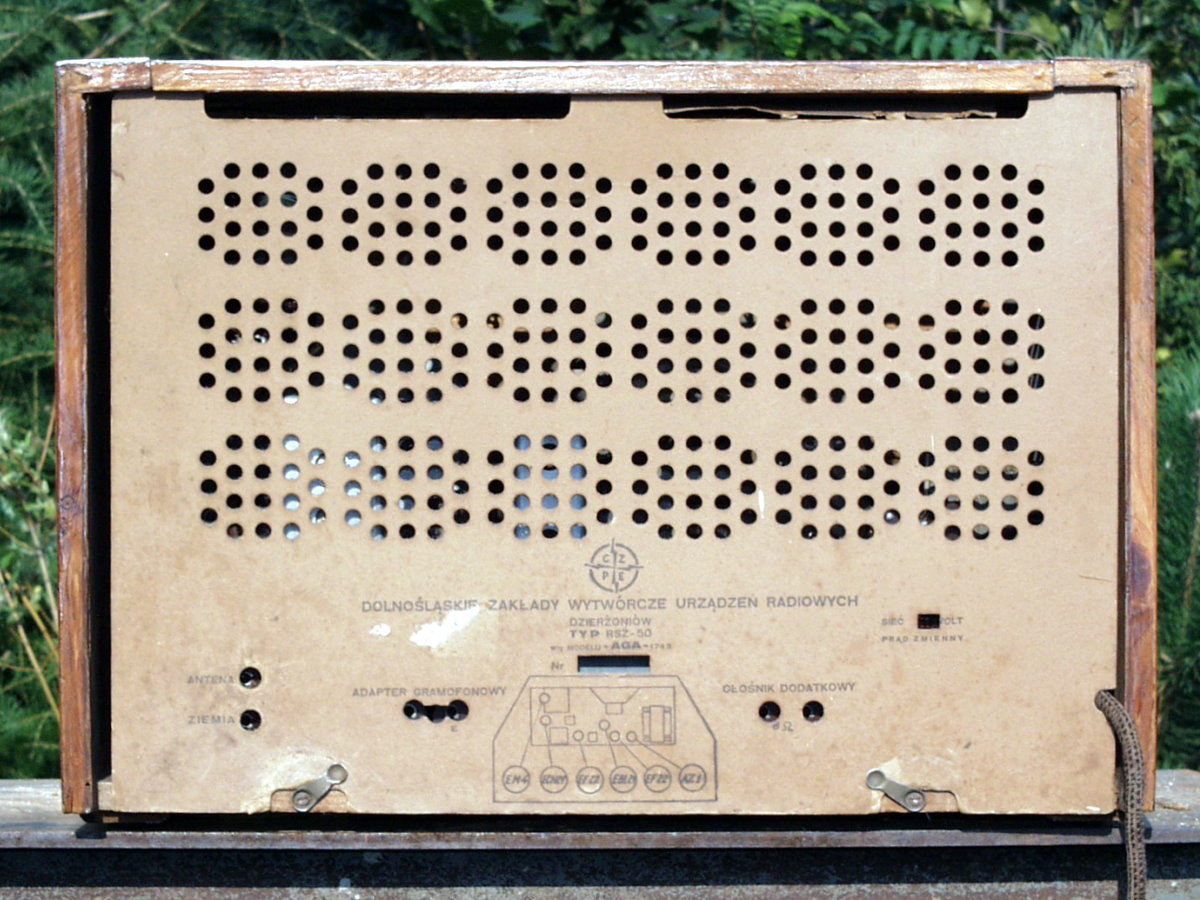
Tył radioodbiornika AGA RSZ-50

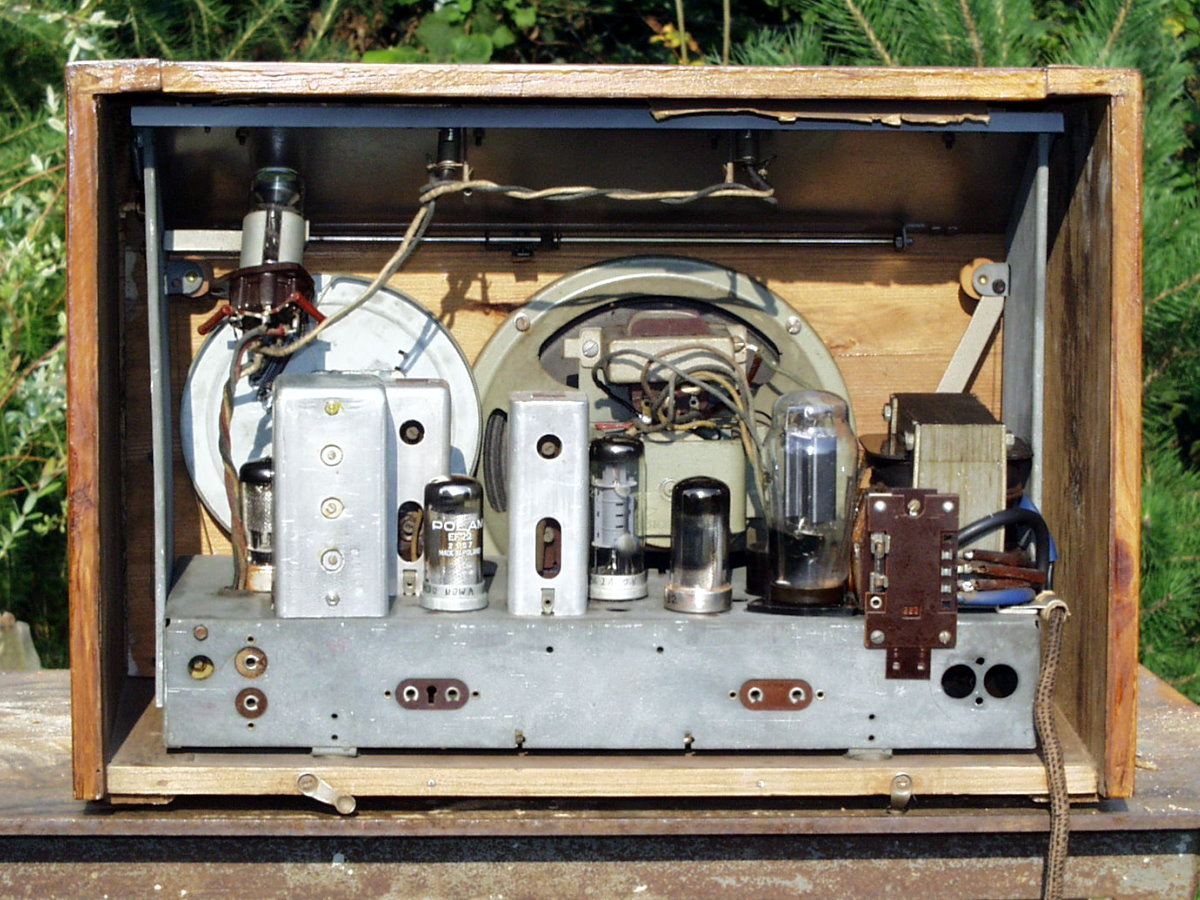
Wnętrze radioodbiornika

Aga – lampowy monofoniczny radioodbiornik stołowy produkowany w Polsce po 1945 r. na licencji szwedzkiej.

## Opis
Radioodbiornik Aga nie powinien właściwie znajdować się w spisie polskich odbiorników – był to bowiem produkt wytwarzany na licencji zakupionej w Szwecji. Jednak jej produkcja jest związana z początkami powojennej radiotechniki w Polsce, a na podstawie jej schematu opracowano w kraju kolejne modele. Pierwsze setki egzemplarzy sprowadzone zostały w całości (modele 1651 i 1742) z kraju licencjodawcy. W roku 1947 produkcję rozpoczęły zakłady Diora w Dzierżoniowie, najpierw z elementów importowanych, później z krajowych. Wśród kilku modeli były odbiorniki przeznaczone dla użytkowników indywidualnych, tzw. abonenckie (np. RSZ-F, RSZ-47, 1731) oraz odmiany radiowęzłowe, z możliwością przyłączenia wielu dodatkowych głośników (np. RSZ-F-3W, RSZ-F-8W). Przydział na zakup odbiorników dostawały wyróżniające się szkoły, świetlice i zakłady pracy oraz aktywiści partyjni PZPR i przodownicy pracy. 
Od 1950 Aga montowana była również w Zakładach Radiowych im. Marcina Kasprzaka w Warszawie. Następcą został radioodbiornik Syrena (identyczny pod względem elektrycznym i elektronicznym – zawsze z okiem magicznym) różniący się dużo większą obudową.

## Podstawowe parametry i właściwości
| lampy:                | ECH21, EF22, EF22, EBL21, AZ1 (duodioda), EM4, dwie żarówki 6.3V/0.2A (oświetlenie skali) |
| zakresy fal:          | Fale długie: 730–2000 m (411–150 kHz) Fale średnie: 186–575 m (1613–522 kHz) Fale krótkie: 16–52 m (19–5,7 MHz) |
| zasilanie:            | napięcie przemienne 110/127/220/240V |
| elementy regulacyjne: | (od lewej) potencjometr siły głosu z wyłącznikiem, 4-pozycyjna skokowa regulacja barwy tonu, 4-pozycyjny przełącznik zakresów (4=gramofon), strojenie (gałka z charakterystycznym wgłębieniem na palec) |
| gniazda:              | antena, uziemienie, gramofon, głośnik dodatkowy |
| wymiary:              | 482 × 340 x 270 mm |
| uwagi:                | skala kolorowa: długie-czerwona, średnie-żółta, krótkie-zielona, napisane nazwy ważniejszych stacji europejskich; przełączanie barwy tonu zmieniało szerokość pasma jednego filtru p.cz. i wzmacniacza m.cz.; „Poradnik radio- i teleelektryka” PWT 1959 podaje nieco inne zakresy: 0,150-0,420 0,500-1,580 5,8-18,7 MHz, częstotliwość pośrednia 465kHz, czułość 60uV, głośnik GE20/3, ujemne sprzężenie zwrotne we wzmacniaczu m.cz. |

Jest to odbiornik superheterodynowy zasilany z sieci prądu przemiennego o kilku (przełączanych) napięciach. W różnych modelach stosowane były różne zestawy lamp. We wczesnych egzemplarzach były to lampy 7S7, 7H7, 7B6, 7C5, 5Y3GT/G, później zestaw wymieniony w tabelce, był także klasyczny zestaw 2xECH21, EBL21, AZ1, EM4 (magiczne oko). Uboższe wersje nie miały elektronowego wskaźnika dostrojenia (magicznego oka).